# Valasna
Valasna fou un estat tributari protegit de cinquena classe, de l'agència de Mahi Kantha a la presidència de Bombai. La superfície era de 54 km². Estava format per 10 pobles, amb 2.749 habitants el 1901. Els seus ingressos s'estimaven en 5.953 rúpies el 1900, pagant un tribut de 280 rúpies al Gaikwar de Baroda. El thakur era un rajput rathor descendents dels rathors de Kanauj.